# Masurca

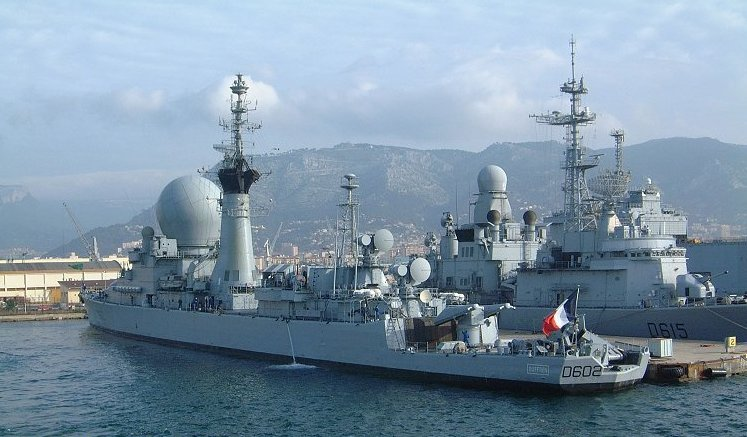
Střely Masurca na zádi torpédoborce Suffren (D602)

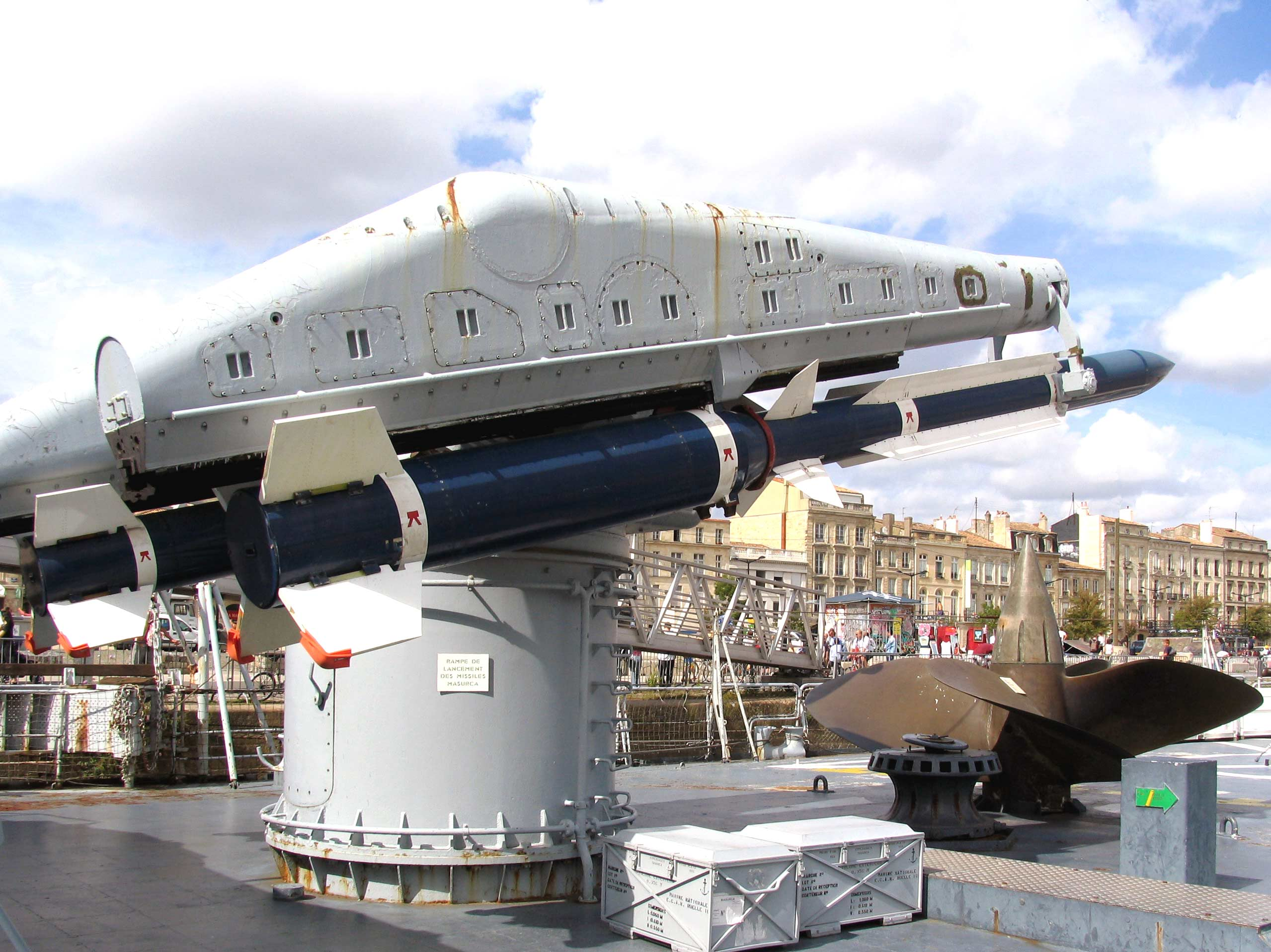
Střely Masurca na křižníku Colbert (C 611)

MASURCA (MArine SURface Contre Avions) byl protiletadlový raketový komplet středního dosahu, vyvinutý pro francouzské námořnictvo v polovině 60. let. Systém měl sloužit zejména k protiletadlové obraně francouzských letadlových lodí.

## Charakteristika
Koncepce střely byla silně ovlivněna americkým kompletem RIM-24 Tartar, který byl Francii zapůjčen pro vyzbrojení torpédoborců tříd Suffren a Cassard. Střely byly dvoustupňové, poháněné raketovými motory na tuhé pohonné látky. Vyhledávání cílů zajišťoval třídimenzionální radar, zatímco na cíl naváděla dvojice radarů typu DRBR 51. Střely Masurca byly vyráběny ve dvou variantách. Verze Mk 2 Mod 2 využívala navádění pomocí rádiových povelů a byla poměrně brzy vyřazena, zatímco verze Mk 2 Mod 3 měla poloaktivní radarové navádění a díky modernizacím vydržela ve službě mnoho let.

## Operační nasazení
Systémem Masurca byly vybaveny pouhé tři lodě. Prvním byl v roce 1967 torpédoborec Suffren (D602) patřící ke stejnojmenné třídě a v roce 1970 byl systém instalován i na jeho sesterskou loď Duquesne (D603). Konečně v roce 1970 vstoupil do služby raketový křižník Colbert (C 611). Ve všech případech loď nesla na zádi jedno dvojité odpalovací zařízení, pro které bylo na palubě celkem 48 kusů střel. Systém byl definitivně vyřazen v roce 2007 se svým nosičem, torpédoborcem Duquesne. Protiletadlovou obranu flotily zajišťují především torpédoborce třídy Horizon nesoucí střely MBDA Aster.